# 다키노정
다키노정(滝野町)은 효고현 중앙부에 있던 정으로, 가토군에 속했다.
2006년 3월 20일 , 가토군 야시로정, 도조정과 신설합병해 가토시가 되었기 때문에 소멸하였다.
가코강 중류에 위치하며, 바위틈을 물줄기가 굉음과 함께 빠져나가는 투룡탄은 명소로 자리 잡았다.

## 역사
- 1889년 4월 1일 - 정촌제 시행에 의해 이전의 정역에 해당하는 다키노촌이 성립하였다.
- 1925년 4월 1일 - 정으로 승격해 다키노정이 되었다.
- 1954년 3월 31일 - 가모촌과 합병해, 새로운 다키노정이 성립하였다.
- 2006년 3월 20일 - 야시로정, 도조정과 합병해 가토시가 성립하였다. 동일 다키노정은 폐지되었다.

## 교통

### 철도
- 서일본 여객철도 가코가와 선

### 도로
- 주고쿠 자동차도
- 국도 제175호선 (일본)(일본어판)
- 국도 제372호선 (일본)(일본어판)